# Шеперд, Скотт
Скотт Шеперд (англ. Scott Shepherd) — американский театральный и киноактёр. Наиболее известен по ролям в фильмах «Шпионский мост», «Побочный эффект» и «Джейсон Борн».

## Карьера
Шеперд начал актерскую карьеру в театре. Он участвовал в нескольких постановках нью-йоркской труппы The Wooster Group, появился в качестве рассказчика в пьесе Gatz театра Elevator Repair Service. В 2014 году Шеперд сыграл Люка в комедийном фильме «А вот и она» режиссёра Роба Райнера. Годом позже отметился участием в триллере «Шпионский мост» Стивена Спилберга, где сыграл роль второго плана — оперативника ЦРУ по имени Хоффман.
Шеперд сыграл кардинала Дюсолье в сериале «Молодой Папа», снялся в фильмах «Норман: Умеренный взлёт и трагическое падение нью-йоркского посредника», «Джейсон Борн» (там он сыграл главного антагониста — директора Национальной разведки Эдвина Расселла.

## Фильмография

### Кинокартины
| Год  | Название                                                               | Роль                                         | Примечания |
| ---- | ---------------------------------------------------------------------- | -------------------------------------------- | ---------- |
| 1995 | Throwing Down                                                          | Уэйд                                         |            |
| 2011 | Краткое воссоединение                                                  | Тедди                                        |            |
| 2011 | Тем временем                                                           | Брат Джо                                     |            |
| 2013 | Побочный эффект                                                        | детектив                                     |            |
| 2014 | А вот и она                                                            | Люк                                          |            |
| 2015 | Семья Фэнг                                                             | художественный критик                        |            |
| 2015 | Шпионский мост                                                         | Хоффман                                      |            |
| 2015 | Итака                                                                  | Корбетт                                      |            |
| 2016 | Джейсон Борн                                                           | директор Национальной разведки Эдвин Расселл |            |
| 2016 | Норман: Умеренный взлёт и трагическое падение нью-йоркского посредника | Брюс Шварц                                   |            |
| 2017 | Недруги                                                                | Уэсли Куэйд                                  |            |
| 2019 | Отчёт о пытках                                                         | Сенатор Марк Удэлл                           |            |
| 2019 | Люди Икс: Тёмный Феникс                                                | Доктор Джон Грей                             |            |
| 2019 | Первая корова                                                          |                                              |            |
| 2019 | Путь: Во все тяжкие. Фильм                                             | Кейси                                        |            |
| 2023 | Убийцы цветочной луны                                                  | Брайан Бёрхарт                               |            |

### Телевидение
| Год  | Название              | Роль                      | Примечания |
| ---- | --------------------- | ------------------------- | ---------- |
| 2016 | Молодой Папа          | Кардинал Дюсолье          | 8 эпизодов |
| 2017 | Элементарно           | Энсон Гепхардт            | 2 эпизода  |
| 2017 | Уормвуд               | Подполковник Винсент Руве |            |
| 2019 | Настоящий детектив    | Харрис Джеймс             | 3 сезон    |
| 2019 | Городской закон блефа | Джордж Белл               | 10 серий   |
| 2020 | Блудный сын           | доктор Саймон Коппенрат   | 1 серия    |
| 2023 | Одни из нас           | Дэвид                     |            |